# Кириченко Роман Степанович
Рома́н Степа́нович Кириче́нко (нар. 25 грудня 1944, Москва) — український графік, член Спілки радянських художників України з 1971 року. Син художників Степана Кириченка та Надії Клейн, брат Олени, чоловік Ірини, батько Михайла Кириченків.

## Біографія
Народився 25 грудня 1944 у Москві. Упродовж 1964—1970 років навчався у Київському художньому інституті, де його викладачами були зокрема Сергій Грош, Тимофій Лящук, Сергій Подерв'янський. Дипломна робота — серія плакатів «Боротьба українського народу за соціальне та національне визволення» (гуаш, керівник Тимофій Лящук).
У 1970—1974 роках викладав у Київському художньому інституті на кафедрі графіки; у 2008—2009 роках — старший викладач кафедри художніх виробів кераміки і скульптури Київського інституту декоративно-прикладного мистецтва та дизайну. У 1981 році нагороджений Почесною грамотою Президії Верховної Ради УРСР.
Живе у Києві, в будинку на провулку Бастіонному, № 9, квартира № 83.

## Твори
Працює у галузі монументально-декоративного мистецтва, створює плакати. Серед робіт:
плакати
- «„Я буду битися за нашу землю“ Олександр Матросов» (1967—1969);
- «Коліївщина. 1768—1968» (1968);
- серія «Боротьба українського народу за соціальне та національне визволення» (1969—1970);
- серія «Слава лицарям Революції!» (1969);
- «Микола Скрипник» (1969);
- «Богдан Зіновій Хмельницький» (1970);
- «Тарас Шевченко» (1970);
- «Северин Наливайко» (1970);
- «Арсенал» (1970);
- «1 Травня» (1971; варіант «1 Травня, свято солідарності трудящих» — 1973);
- серія «Цифри п'ятирічки» (1972);
- «Всепереможний прапор трудящих» (1975);
- «Ленінська „Іскра“ — організатор революційної марксистської партії» (1975);
- «Сійся, родися, золота пшениця» (1977);
- «Слава героям Жовтня!» (1977);
- «Ми шаш, миновий світ збудуєм!» (1977—1978);
- «Навіки разом» (1979);
- «Від великого почину, до великих здобуть» (1980);
- «Тарас Григорович Шевченко» (1982);
- «Слава хліборобу!» (1983);
- «Києво-Могилянська академія» (1992);
- «Самійло Кішка» (1993).

Виконав також афіші до Обласної художньої виставки, присвяченої до 100-річчя від дня народження Володимира Леніна (1969, у співавторстві); кіноплакати до фільмів «Коли розходиться туман» (1972), «Трактир на П'ятницькій» (1978); циркові — «Український цирк на сцені» (1973), «Цирк» (1974); плакати з техніки безпеки.
графіка
- «Зимовий вечір» (1975, акварель);
- «Морозний день» (1976, темпера);
- «Седнів» (1976, гуаш);
- «Юрмала» (1977, акварель);
- «Портрет композитора Миколи Леонтовича» (1978, темпера);

мозаїки
- «Природа і люди» на фасаді будівлі Інституту хімії високомолекулярних сполук НАН України в Києві (1970-ті, спільно зі Степаном Кириченком і Надією Клейн)[3]
- «Геній Миколи Гоголя» (1973, Миргород; ескіз і картони спільно з Степаном Кириченком);
- для приміщення адміністрації Ізмаїльського морського порту (1978, у співавторстві);
- для Палацу культури в селі Шевченковому (1978, у співавторстві);
- «Тріумф Перемоги» (1978—1984, Національний музей історії України у Другій світовій війні в Києві, у співавторстві);
- на станції «Червоноармійській» (нині «Палац „Україна“» Київського метрополітену (1984, спільно з Степаном Кириченком). 2015 року панно приховано[4].

З 1969 року бере участь у міських, всеукраїнських, всесоюзних мистецьких виставках. У 1975 році його роботи експонувалися у Варшаві. 1980 року у Києві пройшла його персональна виставка.